# Hartershofen
Hartershofen ist ein Gemeindeteil der Gemeinde Steinsfeld im Landkreis Ansbach (Mittelfranken, Bayern). Die Gemarkung Hartershofen hat eine Fläche von 5,993 km². Sie ist in 600 Flurstücke aufgeteilt, die eine durchschnittliche Fläche von 9987,55 m² haben. In ihr liegt neben dem namensgebenden Ort der Gemeindeteil Urphershofen.

## Geografie
Das Dorf liegt an einem Nebenbach des Steinbachs, eines rechten Zuflusses der Tauber. Die Kreisstraße AN 8 führt nach Nordenberg (2 km östlich) bzw. nach Steinsfeld zur Staatsstraße 2419 (1,7 km westlich). Gemeindeverbindungsstraßen führen nach Urphershofen (1,5 km nordöstlich), nach Schweinsdorf (2,5 km südlich) und an der Gypshütte vorbei zur Staatsstraße 2416 (2,6 km nördlich). Unmittelbar östlich des Ortes befindet sich eine Haltestelle für die in Nord-Süd-Richtung verlaufende Bahnstrecke Steinach bei Rothenburg–Dombühl.

## Geschichte
Das Grundwort des Ortsnamens „-hofen“ deutet auf eine Gründung aus der Zeit des fränkischen Landesausbaus im 7. oder 8. Jahrhundert (Hartradshofen = Hof des Hartrad). Die früheste urkundliche Erwähnung stammt aus dem Jahr 1171, als der Würzburger Bischof Reginhard von Abenberg Güter in Hartershofen an das Ansbacher Stift St. Gumbert schenkte. 1268 war ein „Si(fridus) de Hartrashouen“ Zeuge einer Rothenburger Urkunde; er erschien innerhalb einer Gruppe von zwölf Zeugen, bei denen es sich vermutlich um die ersten namentlich bekannten Mitglieder des Rothenburger Rats handelte. 1289 verkaufte Marquard Hübschmann dem Kloster Heilsbronn ein Gefälle in Hartershofen. Grundbesitzer im Ort waren im ausgehenden Mittelalter und in der beginnenden Neuzeit vorwiegend Mitglieder des Rothenburger Patriziats: im 14. Jahrhundert die Hartrad, im 15. Jahrhundert die Trüb, denen auch das heute abgegangene Schlösschen Hartershofen gehörte, später die Wernitzer.
Unter Führung des französischen Generals Ezéchiel de Mélac haben im November 1688 französische Mordbrenner 42 Häuser angezündet und erheblichen Schaden angerichtet.
Mit dem Gemeindeedikt (frühes 19. Jahrhundert) wurde Hartershofen dem Steuerdistrikt Steinsfeld zugewiesen. Wenig später wurde die Ruralgemeinde Hartershofen gebildet, zu der Gypshütte und Urphershofen gehörten. Sie unterstand in Verwaltung und Gerichtsbarkeit dem Landgericht Rothenburg und in der Finanzverwaltung dem Rentamt Rothenburg ob der Tauber (1919 in Finanzamt Rothenburg ob der Tauber umbenannt). Spätestens 1840 wurde Gypshütte nach Endsee umgemeindet. Ab 1862 übernahm das Bezirksamt Rothenburg ob der Tauber die Verwaltung (1939 in Landkreis Rothenburg ob der Tauber umbenannt) und das Stadt- und Landgericht Rothenburg ob der Tauber die Gerichtsbarkeit (1879 in Amtsgericht Rothenburg ob der Tauber umbenannt). Die Gemeinde hatte 1964 eine Gebietsfläche von 5,904 km². Im Zuge der Gebietsreform in Bayern wurde diese am 1. Mai 1978 nach Steinsfeld eingemeindet.

### Baudenkmäler
In Hartershofen gibt es fünf Baudenkmäler:
- Haus Nr. 7: Ehemaliges Wohnstallhaus
- Haus Nr. 9: Ehemaliger Altsitz und Pumpbrunnen
- Haus Nr. 18: Ehemaliges Wohnstallhaus
- Steinkreuz zum Andenken an Caspar Bruschius, 1557; etwa 1100 Meter nördlich der Ortsmitte.
- Grenzstein: Wildbannstein, 1547; etwa 1500 Meter nordöstlich der Ortsmitte am Waldrand nahe der Bahn.

ehemalige Baudenkmäler
- Haus Nr. 2: Zugehöriger Altsitz, Fachwerk, 18. Jahrhundert; Pumpbrunnen, wohl frühes 19. Jahrhundert. Mittlerweile abgebrochen.
- Haus Nr. 3 und 7: Kleine erdgeschossige Fachwerkhäuser des 18. Jahrhunderts.[16]

### Bodendenkmäler
In der Gemarkung Hartershofen gibt es vier Bodendenkmäler, darunter:
- Burg Hartershofen

### Einwohnerentwicklung
Gemeinde Hartershofen
| Jahr      | 1818   | 1840   | 1852   | 1855   | 1861   | 1867   | 1871   | 1875   | 1880   | 1885   | 1890   | 1895   | 1900   | 1905   | 1910   | 1919   | 1925   | 1933   | 1939   | 1946   | 1950   | 1952   | 1961   | 1970   |
| Einwohner | 180    | 224    | 185    | 208    | 196    | 189    | 199    | 203    | 230    | 257    | 250    | 256    | 254    | 293    | 291    | 273    | 252    | 245    | 234    | 357    | 381    | 358    | 275    | 280    |
| Häuser    | 32     | 46     |        |        |        |        | 36     |        |        | 54     | 55     |        | 51     |        |        |        | 60     |        |        |        | 59     |        | 60     |        |
| Quelle    | [ 10 ] | [ 18 ] | [ 19 ] | [ 19 ] | [ 20 ] | [ 21 ] | [ 22 ] | [ 23 ] | [ 24 ] | [ 25 ] | [ 26 ] | [ 19 ] | [ 27 ] | [ 19 ] | [ 28 ] | [ 19 ] | [ 29 ] | [ 19 ] | [ 19 ] | [ 19 ] | [ 30 ] | [ 19 ] | [ 12 ] | [ 31 ] |

Ort Hartershofen
| Jahr      | 001818 | 001840 | 001861 | 001871 | 001885 | 001900 | 001925 | 001950 | 001961 | 001970 | 001987 | 002009 | 002015 | 002023 |
| Einwohner | 148    | 185    | 156    | 157    | 207    | 203    | 205    | 329    | 227    | 243    | 277    | 353    | 321    | 355    |
| Häuser    | 25     | 39     |        |        | 43     | 41     | 49     | 49     | 50     |        | 77     |        |        |        |
| Quelle    | [ 10 ] | [ 18 ] | [ 20 ] | [ 22 ] | [ 25 ] | [ 27 ] | [ 29 ] | [ 30 ] | [ 12 ] | [ 31 ] | [ 32 ] | [ 33 ] |        | [ 1 ]  |

## Religion
Der Ort ist seit der Reformation evangelisch-lutherisch geprägt und bis heute nach St. Maria (Steinsfeld) gepfarrt. Die Einwohner römisch-katholischer Konfession sind nach St. Johannis (Rothenburg ob der Tauber) gepfarrt.